# Comorbiditat
En la medicina, la comorbiditat és la presència d'una o més malalties o trastorns que es mostren de forma concomitant o concurrent amb una malaltia o trastorn primaris; en el sentit comptable del terme, una comorbiditat és cada trastorn o malaltia addicional. El trastorn addicional pot ser un trastorn del comportament o mental.
El terme pot indicar una condició existent de forma simultània però independentment amb una altra condició o una condició mèdica relacionada. Aquest últim sentit de la paraula provoca certa superposició amb el concepte de complicacions. Per exemple, en la diabetis mellitus de llarga data, el grau en què la malaltia coronària és una comorbiditat independent enfront d'una complicació diabètica no és fàcil de mesurar, pel fet que les dues malalties són força multivariades i hi ha aspectes probables de tots dos de simultaneïtat i conseqüència. El mateix és cert de les malalties intercurrents en l'embaràs.

## Índex de Charlson
L'índex de comorbiditat de Charlson prediu la mortalitat d'un any per a un pacient que pot tenir un rang de condicions comòrbides, com ara cardiopaties, sida o càncer (un total de 22 condicions). Cada condició s'assigna una puntuació de 1, 2, 3 o 6, depenent del risc de morir associada a cadascuna. Les puntuacions es resumeixen per proporcionar una puntuació total i així predir la mortalitat. S'han presentat moltes variacions de l'índex de comorbiditat de Charlson, inclosos els índexs de comorbiditat Charlson/Deyo, Charlson/Romano, Charlson/Manitoba i Charlson/D'Hoores.
Les condicions clíniques i els resultats associats són els següents:
- 1 cadascun: infart de miocardi, insuficiència cardíaca congestiva, malaltia vascular perifèrica, demència, malaltia cerebrovascular, malaltia pulmonar crònica, malaltia del teixit connectiu, úlcera, malaltia hepàtica crònica (discreta), diabetis.
- 2 cadascun: hemiplegia, malaltia renal moderada o severa, diabetis amb danys en òrgan diana, tumor, leucèmia, limfoma.
- 3 cadascun: malaltia hepàtica moderada o severa.
- 6 cadascun: tumor maligne, metàstasi, sida.

Per a un metge, aquesta puntuació és útil per decidir com tractar agressivament una condició. Per exemple, un pacient pot tenir càncer amb les comorbiditats de malaltia cardíaca i diabetis. Aquestes comorbiditats poden ser tan severes que els costos i els riscos del tractament del càncer potser serien majors que el possible benefici a curt termini.
Atès que els pacients sovint no saben el grau de les seves condicions, inicialment, les infermeres haurien de revisar la taula d'un pacient i determinar si hi havia una condició particular per calcular l'índex. Els estudis posteriors han adaptat l'índex de comorbiditat en un qüestionari per als pacients.
L'índex de Charlson, especialment el de Charlson/Deyo, seguit del de l'Elixhauser, ha estat referit més freqüentment pels estudis comparatius de mesures de comorbiditat i multimorbiditat. Existeixen diferents calculadores en el web, que tenen en compte també l'edat en el càlcul.